# Oberbürg
Oberbürg ist ein Stadtteil der kreisfreien Stadt Nürnberg und des statistischen Bezirks 94 (Laufamholz).

## Lage
Oberbürg liegt im Osten von Nürnberg an der Pegnitz.

## Geschichte

### Schloss

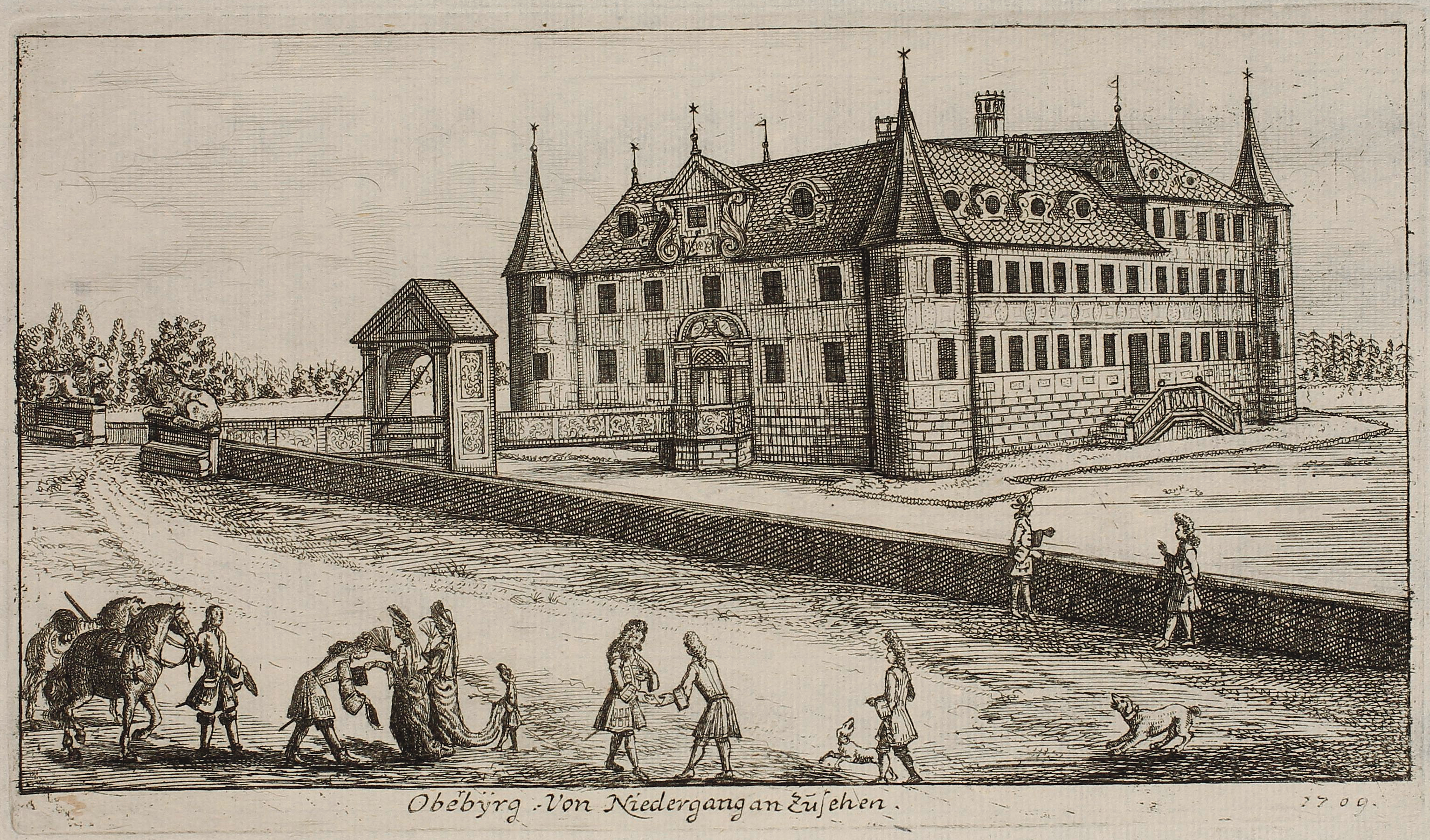
Schloss Oberbürg, 1709

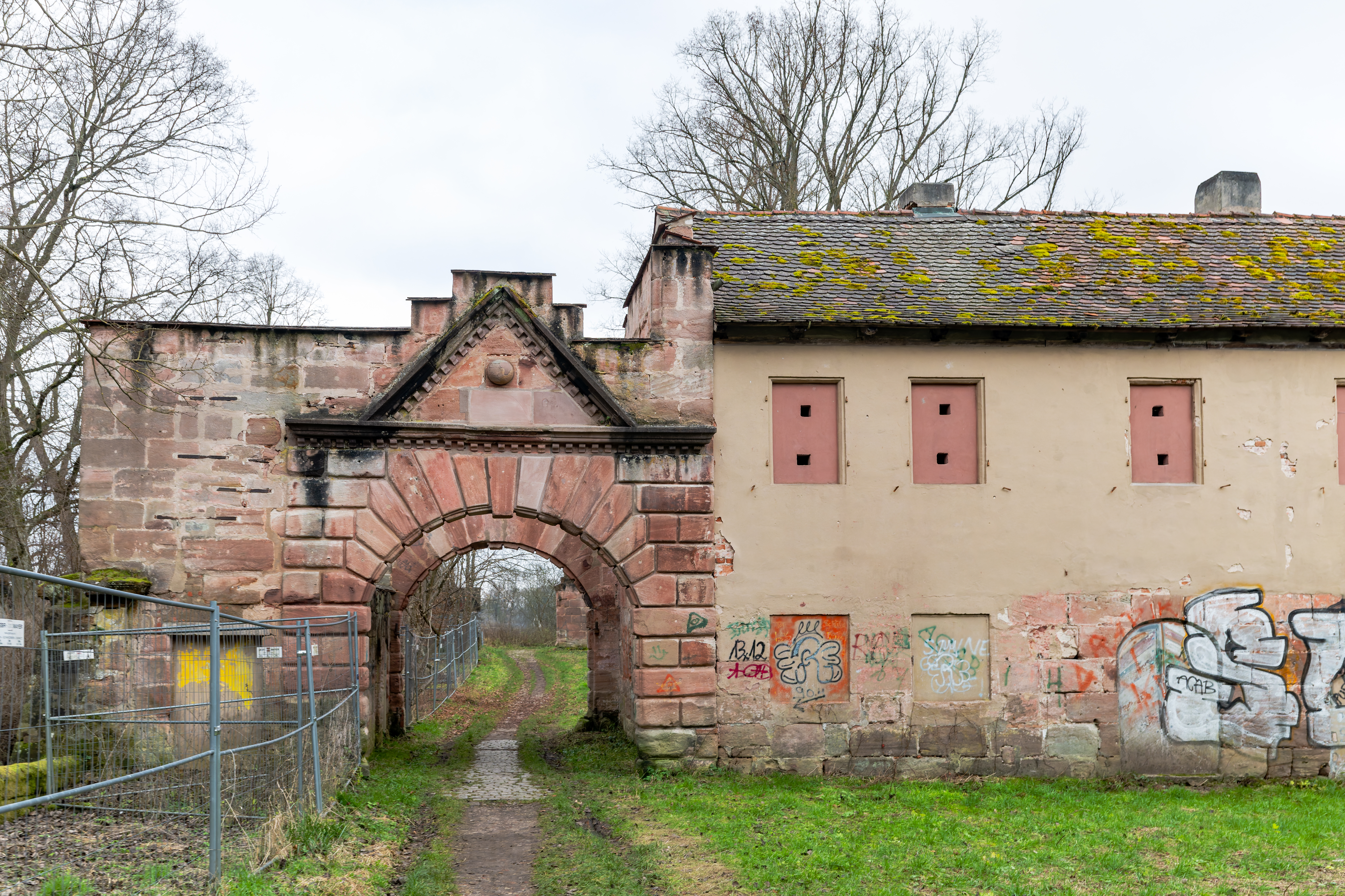
Reste des Wirtschaftshofs

In der frühen Neuzeit galt die Oberbürg als einer der prächtigsten Nürnberger Herrensitze. Ursprünglich befand sich in Laufamholz ein festes Weiherhaus der Reichsministerialen von Laufamholz am Pegnitzufer. Friedrich August Nagel nahm an, es habe sich um den Vorgängerbau der späteren Oberbürg gehandelt, doch Ansgar Wittek sowie Giersch/Schlunk/von Haller nehmen an, der Reichsministerialensitz habe an Stelle der späteren Unterbürg gestanden, die in Sichtweite lag. Die Unterbürg gehörte seit 1372 der Patrizierfamilie Groland, die dort bis 1453 ansässig war.
Die Oberbürg als Sitz ist erst im 15. Jahrhundert entstanden, nach einer Besitzteilung von 1407/09. Damals hatte Hans d. J. Groland die Grundstücke im Bereich der späteren Oberbürg übernommen, wo zuvor eine reichslehnbare Hofstatt stand, die im Ersten Markgrafenkrieg 1449 niedergebrannt war und lange Jahre in Trümmern lag. 1487 wird erstmals ein Sitz erwähnt, als sich Nikolaus und Peter Groland verpflichteten, ihre „behausung zum obern pürgleins bei Lauffenholtz gelegen, als das mit gräben, wassern und tüllen (Zäunen) und anderem umbfangen ist“, nur an Nürnberger Bürger zu verkaufen. Vermutlich handelte es sich um eine bescheidene Fachwerkkonstruktion auf einem massiven Sockel.
Niklas Groland, dessen einziger Sohn 1535 gestorben war, verkaufte den erneuerten Herrensitz um 1539 an Hans Buchner, der in Böhmen Kupferbergwerke betrieb und zeitweise bei Nürnberg auch die Burg Hartenstein sowie den Sitz Rückersdorf besaß. 1542 gab Buchner die Oberbürg an Bonaventura von Furtenbach (1498–1564), einen reichen und wegen seiner Spekulationsgeschäfte berüchtigten Kaufmann, ab, der auch Schloss Reichenschwand neu errichten ließ. Dieser erreichte noch im selben Jahr, dass die alte Lehnsbindung an das Reich abgelöst wurde und die Oberbürg von nun an als freies Eigen galt. Furtenbach veräußerte den Sitz schon um 1543, gewann ihn jedoch durch Pfändung zurück und verkaufte ihn 1561 an Dr. jur. Georg Kanler, den Besitzer des nahen Hammerwerks. Dieser erweiterte ab 1563 die Schlossanlage; das ringsum durch einen Wassergraben und einen Pegnitzarm gesicherte Hauptschloss bestand aus vier Flügeln, deren Ecken als Rundtürme ausgebildet waren. Der dreiteilige, ebenfalls mit Wassergräben gesicherte Ökonomiehof ist bis heute erhalten. Weitere Ökonomiegebäude und der Schlossgarten lagen südlich, außerhalb des Wassergrabens, waren jedoch durch eine mit Rundtürmen verstärkte Mauer und ein Tor geschützt.
Wolff Ehinger erwarb 1581 „mit gerichtlicher Execution“ einen halben Teil an der Oberbürg. Die andere Hälfte war an die Reichsstadt gefallen, die sie 1587 ebenfalls an Wolff Ehinger verkaufte. 1592 war der Sitz jedoch wieder bei der Familie Kanler. Als der letzte Kanler zu Oberbürg in Konkurs ging, kam das Schloss an den Rechtsrat Jakob Fetzer, der sich an sehr zwielichtigen Geschäften beteiligt haben soll und 1634 auf einer Wienreise ermordet wurde. 1636 erwarb Hans von Blansdorf, ein als protestantischer Exulant aus Kärnten ausgewanderter Berater des Kurfürsten Johann Georg von Sachsen, die Oberbürg als Alterssitz. Er starb aber schon im Jahr darauf und vererbte das Schloss den Söhnen des ebenfalls aus Österreich emigrierten evangelisch-lutherischen Grafen Paul Khevenhüller. Die Brüder gewährten ihrem Verwandten, Karl Freiherrn von Windischgrätz (1588–1651), bis 1644 Wohnung auf der Oberbürg und fielen fast alle als schwedische Offiziere im Dreißigjährigen Krieg. Danach ließ sich Amalie von Stubenberg (1593–1664) dort nieder, die aufgrund ihrer Forderungen an die Khevenhüller das Schloss als Pfandbesitz erhalten hatte. Die Witwe des letzten Khevenhüller verkaufte die Oberbürg 1684 an ihre Vettern, Otto Christian und Georg Ludwig Reichsgrafen von Zinzendorf, die auf dem Besitz ihre Mutter wohnen ließen, ihn jedoch schon 1693 ihrer Schwester Margaretha Susanna veräußerten. Diese heiratete 1694 Matthias Julius Eberhard Graf von Polheim, der 1704 verstarb. Durch die Umgestaltung vieler Räume erhielt das Schloss ein barockes Gepränge, wozu die Anlage eines prachtvollen Gartens, ausgestattet mit großzügigen Broderien, Skulpturen und einer Orangerie, zählte. Nachdem sich die Oberbürg unter der lebenslustigen Gräfin von Polheim zu einem gesellschaftlichen Zentrum des Adels, vor allem österreichischer Emigranten, entwickelt hatte, erfreute sie sich des Besuchs vieler illustrer Gäste. Selbst der Ansbacher Markgraf soll die Oberbürg besucht haben. Kurz vor ihrem Tod 1721 veräußerte die Gräfin das Schloss an den Oberkriegskommissar des Fränkischen Kreises Johann Georg Fritz und seine Ehefrau Barbara Sabina, eine geborene Paumgartner von Holnstein. Nach dem Tod des neuen Besitzers 1727 fiel das Schloss an eine Erbengemeinschaft und 1748 an den Enkel Johann Georg Friedrich von Hagen, brandenburgischer Hof- und Kreisrechnungsrat. Sein Nachlass geriet 1782 unter Zwangsverwaltung. 1785 erwarb Johann Wolfgang von Wahler das Schloss. 1864 wurde die Oberbürg an den bayerischen Generalmajor Leopold Ernst Eduard Ferdinand Freiherrn von Andrian-Werburg verkauft. Ihm folgte 1880 Wilhelm Freiherr Leuckart von Weißdorf, der den landwirtschaftlichen Gutsbetrieb intensivierte. Nach seinem Tod 1927 übernahm dessen Bruder Friedrich die Liegenschaft.

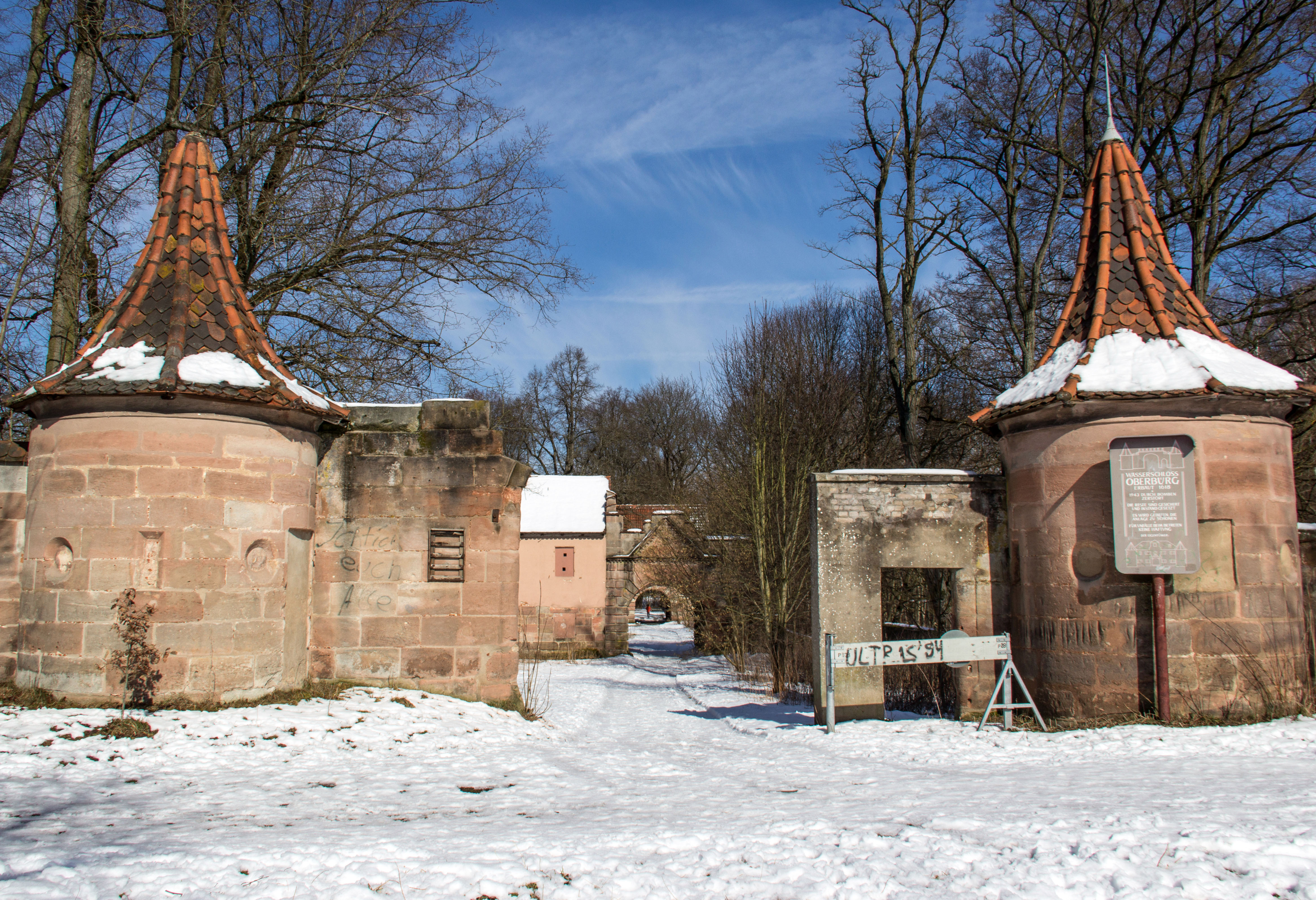
Reste der Umfassungsmauer mit Türmen

In der Nacht vom 28. auf den 29. August 1943 zerstörte ein Bombenabwurf das Schloss und bereitete einem der prachtvollsten Schlösser der Region ein trauriges Ende. Nur der Ökonomiehof wurde wieder in Stand gesetzt. Gegen Ende der 1950er Jahre wurde das Schlossgut an die Energie- und Wasserversorgung AG der Stadt Nürnberg verkauft, weil das Areal in die Trinkwasserschutzzone integriert werden sollte. Aus diesem Grund stellte man auch den landwirtschaftlichen Betrieb ein. 1966 wurde der größte Teil der noch stattlichen Schlossruine abgebrochen; nur einige Bereiche der Wehrmauer, Toranlagen, Teile der Rundtürme und der Ökonomiegebäude wurden restauriert. Der alte Ziehbrunnen wurde 1966 nach Nürnberg, vor das Vestnertor der Burg, versetzt. Der erhaltene Bestand bietet heute einen stark vernachlässigten und von Vandalismus gezeichneten Anblick.

### Kommune
Gegen Ende des 18. Jahrhunderts gab es in Oberbürg 4 Anwesen (1 Schlossgut mit 3 Häusern). Das Hochgericht übte die Reichsstadt Nürnberg aus, was von den brandenburg-ansbachischen Ämtern Schwabach und Schönberg bestritten wurde. Grundherr über alle Anwesen war der Nürnberger Eigenherr von Wahler.
Ab 1796 wurde Oberbürg vom preußischen Justiz- und Kammeramt Burgthann verwaltet. 1806 kam Oberbürg an das Königreich Bayern. Im Rahmen des Gemeindeedikts wurde Oberbürg dem 1808 gebildeten Steuerdistrikt Laufamholz und der im selben Jahr gegründeten Ruralgemeinde Laufamholz zugeordnet. In der freiwilligen Gerichtsbarkeit unterstanden 4 Anwesen bis 1812 und von 1821 bis 1834 dem Patrimonialgericht Oberbürg.
1938 wurde Oberbürg in die Stadt Nürnberg eingemeindet.
Von der Seite nach Laufamholz zu sieht es wie eine kleine Burg aus; die Bauherrn hatten es mit Mauer und Wassergraben und zwei kleinen flankierenden Türmen am Eingang versehen. Das Schloss wurde 1943 bei einem Luftangriff zerstört, es bietet heute einen vernachlässigten und vom Vandalismus geprägten Anblick.

### Baudenkmal
- Ehemaliges Wasserschloss

### Einwohnerentwicklung
| Jahr      | 001818 | 001840 | 001861 | 001871 | 001885 | 001900 | 001925 |
| Einwohner | 52     | 58     | 69     | 59     | 32     | 18     | 18     |
| Häuser    | 10     | 10     |        |        | 4      | 3      | 3      |
| Quelle    | [ 8 ]  | [ 9 ]  | [ 10 ] | [ 11 ] | [ 12 ] | [ 13 ] | [ 14 ] |

## Religion
Der Ort ist seit der Reformation überwiegend protestantisch. Die Einwohner evangelisch-lutherischer Konfession sind nach Heilig Geist gepfarrt, die Einwohner römisch-katholischer Konfession sind nach St. Karl Borromäus gepfarrt.